# Aplocera rosacea
Aplocera rosacea är en fjärilsart som beskrevs av Andreas Kiefer 1913. Aplocera rosacea ingår i släktet Aplocera och familjen mätare. Inga underarter finns listade i Catalogue of Life.